# Frase (música)
Em música, uma frase (do grego φράση, sentença, expressão) é um trecho de música que é relativamente autônomo e coerente em relação a uma escala de tempo média. Na prática, as frases têm quatro ou, mais frequentemente, oito compassos. Uma analogia grosseira entre frases musicais e a frase linguística é feita com frequência, comparando-se a frase de menor nível com a oração e o maior nível com um período. Desse modo, uma frase terminará com uma cadência dependendo se ela é, respectivamente, uma frase antecedente ou consequente. Metricamente, Edward Cone analisa a frase musical típica, como sendo um primeiro tempo inicial, um período de movimento e um ponto de chegada marcado por uma cadência rítmica enquanto Cooper e Meyer utilizam apenas dois ou três grupos de pulsações (forte-fraco ou forte-fraco-fraco).
As frases são comumente construídas a partir de, ou contêm, figuras, motivos e células. As frases são combinadas para formar períodos musicais e seções maiores de música.
Frase ritmo é o aspecto rítmico da construção da frase e as relações entre as frases. "Não é de modo algum, um complemento rotineiro, mas o próprio cerne da música e é capaz de infinitas variações. A descoberta da frase ritmo de uma obra é o portão de entrada para o seu entendimento e sua interpretação eficiente." O termo foi popularizado pela obra de William Rothstein, Phrase Rhythm in Tonal Music (Frase Ritmo na Música Tonal). As técnicas utilizadas incluem: sobreposição; condução; extensão e expansão; e reinterpretação.

## Frases
A frase musical pode ser desdobrada de várias maneiras. O desdobramento pode ocorrer no início ou fim da frase ou mesmo do seu curso. Isso cria assimetria e desequilíbrio para atingir objetivos estáticos.
O ponto de partida para a frase musical é o motivo. Aparece de forma marcante, no início da peça. É constituído de melodia e ritmo.
Frases de diferentes tamanhos são encontradas na Música Homofônica e Polifônica. No entanto, frases que consistem em um número impar de compassos, tais como três ou cinco, são relativamente raras.
Na música polifônica há uma distinção maior entre Frase Melódica e Frase estrutural. A Frase estrutural é caracterizada pela sobre posição de Frases Melódicas, em vozes diferentes, que podem ter Cadências Independentes. Ocasionalmente elas cadenciam simultaneamente, produzindo uma Cadência Harmônica que finda a frase estrutural.
Em contraste, os elementos, Melódicos, Rítmicos e Harmônicos da Frase Homofônica trabalham juntos visando um único objetivo.

### Elementos Fraseológicos
MotivoA menor unidade reconhecível de uma determinada obra musical. É incompleto em si mesmo, sendo utilizado como ponto de partida para construção de unidades mais extensas. Por exemplo: o primeiro e principal motivo da famosa 5ª Sinfonia de Ludwig van Beethoven consiste em 4 notas.
Semi-frase (ou membro de frase)A concatenação de diferentes incisos.
FraseA unidade básica da sintaxe musical - uma ideia musical completa que finaliza com uma cadência. A frase resulta da conexão de duas ou mais semi-frases. Na maioria das vezes uma frase consiste em 4 ou 8 compassos. A frase pode ser:
- Conclusiva - quando termina com uma cadência conclusiva. Tem um aspecto de um fim, embora não necessariamente na tônica.
- Suspensiva - quando termina com uma cadência suspensiva. Tem um aspecto aberto, semelhante ao efeito de uma vírgula na língua portuguesa.

As cadências conclusivas são aquelas que terminam no acorde de tônica; as cadências suspensivas terminam em outros acordes. Para fazer com que os motivos se desdobrem formando frases, utilizam-se as Técnicas de variação, como: transposição, inversão, expansão, etc.
PeríodoGeralmente constitui de duas frases, uma antecedente e outra consequente. Períodos de três ou quatro frases são expansões de uma estrutura essencialmente binária. A frase antecedente, geralmente comparada a uma questão ou pergunta, é completa em si mesma, mas precisa de uma complementação ou uma resposta que está contida na frase consequente. Para que a pergunta e a resposta sejam coerentes, válidas e de necessidade mútua, é necessário que as frases tenham um único sujeito, uma única ideia.
Frase antecedenteA primeira frase de um período.
Frase consequenteA frase que serve de resposta.
A primeira frase do período termina com uma cadência mais fraca, para que sua complementação seja necessária. Os três tipos mais comuns de períodos são os de Construção Paralela, Construção Sequencial e Construção Contrastante.
Construção ParalelaA parte inicial da frase Consequente é uma repetição da parte inicial da frase Antecedente, mas, ao final da frase Consequente é diferente.
Construção SequencialA frase Consequente começa com material da mesma substância e conteúdo da frase Antecedente, mas, apresentado em graus diferentes. Assim a frase Consequente pode ser numa tonalidade diferente ou na mesma tonalidade da Antecedente.
Construção ContrastanteNesse período a forma da linha melódica, na frase Consequente, é diferente da melodia da frase Antecedente, embora um ou mais elementos usados na fase Antecedente apareçam na Consequente. Se as fases não possuírem esses elementos, provavelmente não constituirão um período.:

### Aplicação
Exemplo: Ode à alegria da Nona Sinfonia de Beethoven. O primeiro período termina na tônica e não na dominante como em muitos outros hinos. A frase antecedente e consequente diferem somente um pouco no final. Também as duas semifrases de cada frase são muito semelhantes, quase como em uma sequência. Mas para a primeira frase do segundo período Beethoven compôs um novo motivo, que é variado nos dois compassos seguintes.

## Definições
As diversas definições de frase musical encontradas na literatura (não relacionadas aqui) parecem indicar que não há um consenso entre os especialistas, ficando o conceito um tanto indefinido em meio a tantas opiniões, muitas delas divergentes e algumas, até mesmo, aparentemente contraditórias.
O The New Grove Encyclopedia of Music and Musicians, New York: Macmilllan, 1980, define uma frase do seguinte modo:
- "Uma expressão adaptada da sintaxe linguística usada para pequenas unidades musicais de vários comprimentos. Uma frase geralmente é mais longa que um motivo, porém mais curta que um período."

A Encyclopédie Fasquelle define uma frase como a seguir:
- "Esta expressão, tomada empresatado da gramática, designava um conjunto de sons delimitados por duas pausas, com um significado completo…de todos os sistemas musicais, a retórica tonal sendo assegurada pela delimitação precisa das frases, através de pontos de cadências harmônicas fixados de maneira hierarquizada, que são modelados em articulações no discurso falado. Na monodia modal, uma pausa coincidindo com uma pausa no texto, ocupa com uma frequência maior a posição de um fim de frase…o comprimento da frase é variável."

Charles Burkhart define frase assim:
- "Qualquer grupo de compassos, inclusive um único, ou mesmo uma fração de um compasso, que possui algum grau de completeza estrutural. O que interessa é o sentido de inteireza que escutamos, não a notação na partitura. Para ser completo, tal grpo precisa ter, de algum modo, uma conclusão … As frases são delineadas pelas funções tonais das alturas. Elas não são criadas pelas modulações ou pelos legatos … uma frase não tem apenas diferentes alturas, mas têm também uma dimensão rítmica e, adicionalmente, cada frase numa obra contribui para sua organização rítmica maior."